# Kolegium jezuitów w Toruniu

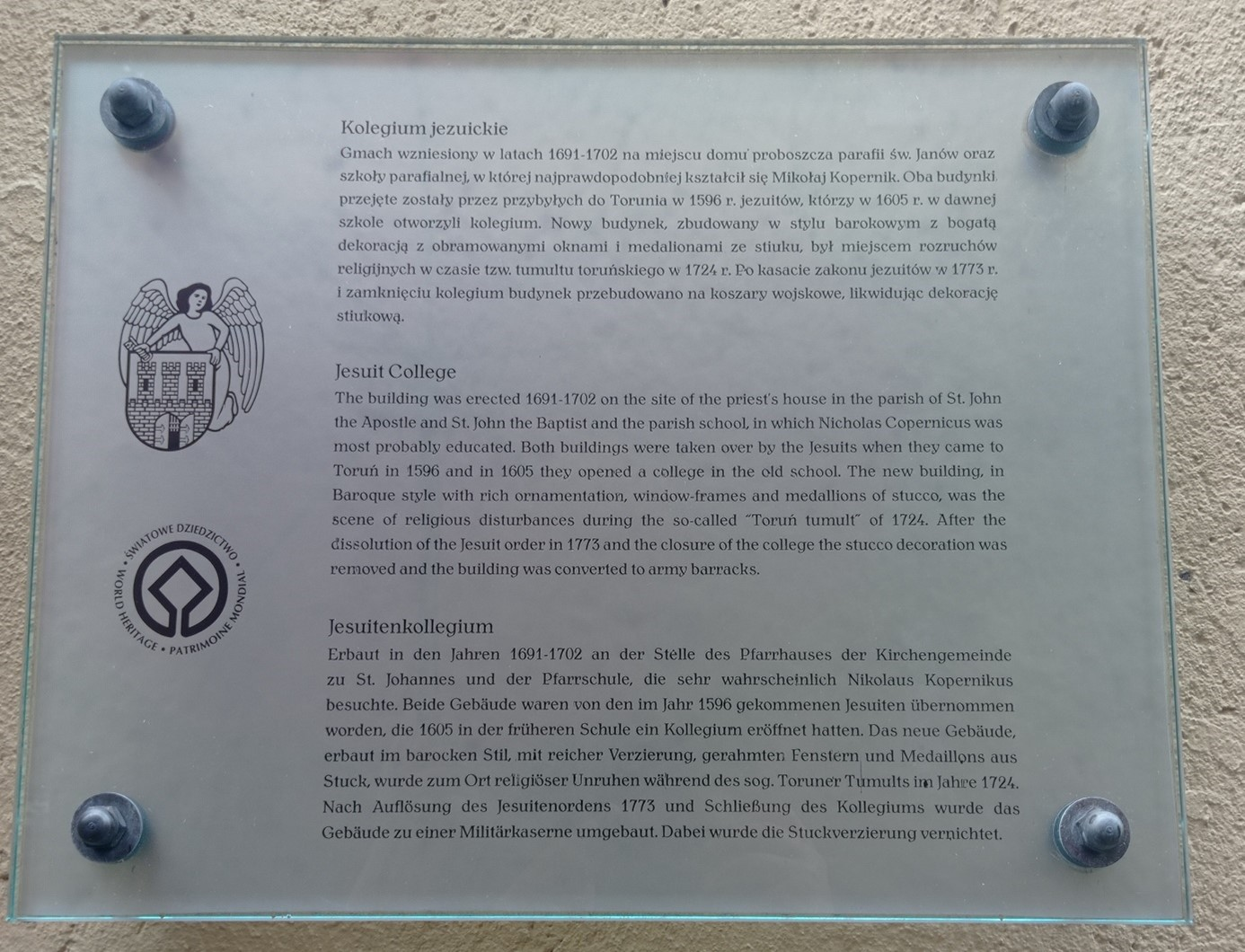
Tablica informacyjna przy dawnym budynku Kolegium Jezuitów w Toruniu.

Kolegium jezuitów w Toruniu – uczelnia jezuicka prowadzona w Toruniu w latach 1621–1780.
Kolegium należało do prowincji polskiej jezuitów, a od 1759 do prowincji wielkopolskiej.

## Historia
Najwcześniejsze zamysły sprowadzenia jezuitów do Torunia datuje się na rok 1573, kiedy to biskup chełmiński Piotr Kostka polecił proboszczowi kościoła św. Jana, Jakubowi Górskiemu, aby ten na drodze sądowej odzyskał kościół św. Jana, który na mocy przywileju króla Zygmunta Augusta z 1558 roku został przejęty przez protestantów wraz z należącymi do niego fundacjami.
W 1591 roku odbyła się pierwsza próba sprowadzenia jezuitów do Torunia, jednak przeszkodziła temu zaraza.
W 1593 roku powstała fundacja na rzecz jezuitów, przyznająca im plebanię, szkołę parafialną, dom przy kościele Panny Maryi oraz wsie Kowroż i Ostaszewko.
W 1597 roku jezuici otworzyli dom misyjny. Pierwszym zwierzchnikiem domu misyjnego był ojciec Piotr Fabrycy.
Jezuici z Torunia działali także w Grudziądzu, gdzie w 1599 roku jeden z ojców głosił kazania i udzielał sakramentu spowiedzi oraz nawrócił blisko stu protestantów na wiarę katolicką.
W 1600 roku protestanci wzniecili rozruch w mieście w celu wygnania jezuitów.
W 1606 roku Wawrzyniec Gembicki, biskup chełmiński, otrzymał od króla Zygmunta III przywilej na otworzenie szkoły w Toruniu. W tym też roku jezuici zostali wypędzeni z Torunia przez protestantów.
W 1607 roku na mocy konstytucji sejmowej Restitutio expulsionis Societatis Jesu do Kościoła i Szkoły Toruńskiej jezuici powrócili do Torunia.
W 1611 roku jezuici otrzymali przywilej królewski na otwieranie szkół w Toruniu. W tym też roku ksieni Magdalena Mortęska ofiarowała 4 tysiące złotych na zakup willi dla jezuitów.
Jezuici w lutym 1612 roku otworzyli klasy gramatykalne, natomiast we wrześniu tego roku mimo niechęci mieszczan toruńskich, otworzyli humaniora a w rok później zaczęli nauczać retoryki, w czym nie doznali przeszkody od protestantów, gdyż ci obawiali się skonfederowanych wojsk Aleksandra Zborowskiego.
Biskup Jan Kuczborski domagał się, aby seminarium duchowne istniejące przy kolegium poznańskim przeniesiono do Torunia, argumentując to niższymi kosztami prowadzenia zakładu oraz możliwością wywierania lepszej kontroli nad nim. Stało się to w 1618 roku.
W 1618 roku jezuici toruńscy otworzyli kurs filozoficzny.

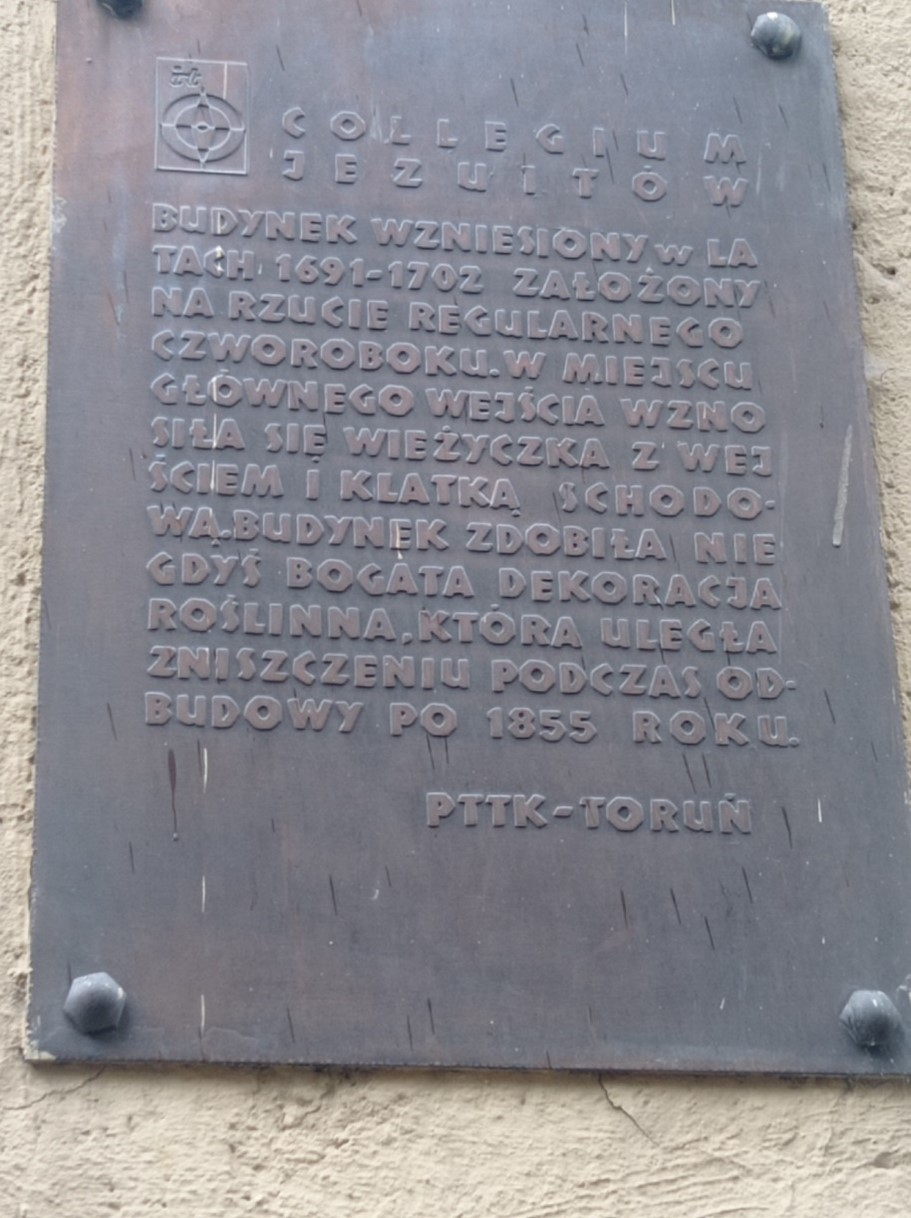
Tablica pamiątkowa przy dawnym budynku Kolegium Jezuitów w Toruniu

W trakcie wojny polsko-szwedzkiej z lat 1655-59 Toruń został zajęty przez wojska szwedzkie. Wtedy doszło do szykanowania jezuitów, a w 1656 roku do wypędzenia ich z Torunia i zamordowania rektora Wojciecha Czarnockiego. Jezuici wrócili do Torunia w 1659 roku, chociaż oficjalnie zostali ponownie wprowadzeni do miasta dopiero w 1660 roku, po zawarciu pokoju oliwskiego.
W lutym 1659 roku rektorem kolegium jezuickiego w Toruniu został ojciec Tomasz Dore, który urząd ten sprawował przez pięć lat. W 1671 roku rektor Stanisław Domosławski otworzył nowy browar, co wywołało sprzeciw władz miasta.
Od 1672 roku protestanccy mieszkańcy Torunia uczęszczali do szkół jezuickich.
Lata wielkiej wojny północnej były dla jezuitów toruńskich bardzo trudne. W 1703 roku Toruń został zajęty przez wojska szwedzkie. W latach 1703–1704 folwarki jezuitów toruńskich płaciły Szwedom kontrybucję. W 1705 roku wojska szwedzkie opuściły Toruń, jednak powróciły do niego w 1706 roku. W 1707 roku wojska moskiewskie zajęły Toruń.
W latach 1712–1719 w Toruniu stacjonowała załoga sasko-moskiewska pod wodzą Borisa Szeremietiewa, który bronił jezuitów przed szykanami ze stron władz miasta.
W 1716 roku Chryzostom Gniazdowski, jeden z dowódców konfederacji tarnogrodzkiej, chciał rozpocząć oblężenie Torunia obsadzonego przez załogę sasko-moskiewską, jednak rektor jezuicki Samuel Ozga odwiódł go od tego pomysłu, tłumacząc mu, że trwają rozmowy pacyfikacyjne i że Sasi będą zmuszeni i tak opuścić miasto, więc lepiej będzie nie powodować więcej zniszczeń i zaniechać oblężenia.
W 1724 wybuchły zamieszki znane też jako tumult toruński, podczas których zaatakowano kolegium jezuickie. Wydarzenia te odbiły się szerokim echem w Europie.
W 1728 roku jezuici otworzyli katedrę prawa kanonicznego, natomiast w 1730 rektor kolegium jezuickiego w Toruniu Franciszek Błociszewski otworzył katedrę fizyki i metafizyki.
W pierwszej połowie XVIII wieku w szkole jezuickiej w Toruniu założona została przez biskupa chełmińskiego Teodora Potockiego katedra teologii.
W okresie wojny siedmioletniej Toruń stał się zapleczem wojsk rosyjskich walczących przeciw Prusakom. W 1758 roku generał William Fermer nakazał wycinać lasy w okolicach Torunia Do wyciętych drzew należały również dęby jezuitów toruńskich. Natomiast w folwarku jezuickim w wyniku zarazy przyniesionej przez żołnierzy moskiewskich zmarło 12 ludzi.
W 1767 roku w Toruniu została zawiązana konfederacja szlachty dysydenckiej. Reakcją na zawiązanie tej konfederacji było powstanie konfederacji radomskiej.
W 1767 roku burmistrz Torunia fałszywie oskarżył przed królem studentów o udział w bójce między żołnierzami a flisakami, w której z rąk żołnierzy zginęło dwóch flisaków. Król nakazał rektorowi kolegium jezuickiego wszczęcie śledztwa w tej sprawie grożąc, że w razie nie wykrycia sprawców sprawą zajmie się sąd królewski.

## Wspólnota
Pierwszym rektorem kolegium jezuickiego w Toruniu był Piotr Fabrycy. Gdy w 1607 roku Jezuici powrócili do Torunia, po tym jak zostali z niego wypędzeni, wspólnota jezuicka w Toruniu liczyła czterech księży i trzech braci. W roku 1614 rektorem był Jerzy Tyszkiewicz. W latach 1641–1643 rektorem był Stanisław Brzechffa, autor Żywota świątobliwej Magdaleny Mortęskiej. W latach 1643–1646 rektorem kolegium był Marcin Hińcza.
Skład kolegium toruńskiego z roku 1758 oraz z roku 1764 ukazuje zmiany personalne, głównie to, że o ile w 1758 roku najwięcej jezuitów wywodzi się z Prus Królewskich, to w 1764 roku najwięcej jezuitów pochodzi z Wielkopolski.

## Jezuici związani z Kolegium Toruńskim
Wybitnymi osobistościami związanymi z kolegium toruńskim byli: Marcin Ługowski (teolog), Gabriel Rzączyński (przyrodnik), August Alscher (teolog scholastyczny), Jan Baptysta Molitor (teolog, polemista), pisarze religijni: Marcin Łaszcz, Jan Wielewicki i Jerzy Tyszkiewicz (pisarz) oraz Rafał Jączyński (hagiograf) i Ignacy Zapolski (sinolog).

## Szkoły
W 1616 roku kolegium toruńskie miało pod swoją opieką 500 wychowanków, natomiast w wieku XVIII od 200 do nawet 600 wychowanków. Od 1612 roku w kolegium istniały krasy gramatykalne i humaniora. W 1613 roku w kolegium zaczęto nauczać retoryki. W 1728 roku Jezuici otworzyli katedrę prawa kanonicznego, natomiast w 1730 katedrę fizyki i metafizyki. W pierwszej połowie XVIII wieku założona została katedra teologii.

## Teatr jezuicki w Toruniu
W Toruniu przedstawienia szkolne organizowano już w 1615 roku. Około roku 1640 Jezuici w Toruniu wystawili dramat ku czci świętego Ignacego Loyoli. W 1669 roku teatr jezuicki wystawił sztukę Pogrzeb żywego pijaństwa abo Zeno Constantinopolski cesarz. W roku 1684 uczniowie kolegium jezuickiego w Toruniu wystawili sztukę Christiernus II. Krol dunski i szwedzki przeciwko daney wierze naswiętszym Sakramentem umocnioney dziewiędziesiąt y czterech senatorow okrutny morderca za tak wielkie tyraństwo od ludu szwedzkiego raz na wygnanie potępiony, a w roku 1687 sztukę zatytułowaną: Wieczerza Wielka Króla nad Krolami, Pana nad Panami Boga człowieka Ciałem y krwią Swoią częstuiącego i Przy bankiecie Adonibezec Krola Chananeyskiego okruszynami stołu swego siedmdziesięciu Krolów karmiącego figurowana. Jezuici w Toruniu przedstawili także sztukę Hilaria sacra ob decretum recenter b(eati) Stanislai Kostka 1713. Jezuici stosowali też podczas swoich przedstawień nowoczesne jak na swoje czasy wynalazki. Przykładem jest dramat Nowy raj drzewem żywota zasadzony, z drugiej połowy XVII wieku, podczas którego wykorzystano tak zwaną latarnię magiczną. Do czasów obecnych zachowało się tylko 12 programów teatralnych, nieliczne druki ulotne oraz księga dramatów z lat 1747-1764.

## Piśmiennictwo jezuickie
Kolegium jezuickie w Toruniu miało dużą bibliotekę, jednak nie wiadomo, co stało się z nią po kasacie zakonu.
Jezuici w Toruniu napisali liczne dzieła. Dużą aktywnością się wykazywali na początku XVII w., gdy walczyli o własne prawo pozostania w mieście przeciw próbom ich usunięcia przez protestantów. W 1614 roku Jezuici wydali pismo Ad senatum Equitesque Polonos oratio, in qua refelluntur ea, quae in conventu tum Proszoviensi tum Szredensi Thorunienses Jesuitis objecerunt. Protestanci odpowiedzieli na to pismo wydaniem Obrony prawdy listów miasta Torunia na sejmiki sredzki i proszowski, co nakłoniło rektora jezuickiego do wydania repliki pt. Responsio ad libellum famosum cujusdam Anonymi Torunensis: Patrocinium veritatis Literarum Torunensium falso inscriptum..

## Bursa muzyczna
Bursa muzyczna została przez jezuitów zorganizowana około roku 1620. W 1682 roku muzycy z bursy występowali podczas uroczystości świętego Stanisław Kostki. W 1723 roku rektor kolegium Kazimierz Czyżewski połączył bursę z konwiktem dla ubogiej szlachty.